# Jean-Louis Collaudin
Jean-Louis Collaudin est un ancien footballeur français, né le 14 mai 1940 à Saint-Vallier en Saône-et-Loire et mort le 8 décembre 2013 à Gueugnon, qui a joué défenseur au FC Gueugnon, club avec lequel il fait toute sa carrière, de 1959 à 1972.

## Biographie
Apparu lors de la saison 1959/1960, en 1/32e de finale de la Coupe de France contre l'OGC Nice, ce Libero de grande classe, au registre technique presque complet, à la condition physique toujours parfaite, joueur ambitieux, devient le  capitaine de l'équipe qui accède à la Division 2, à l'issue de la saison 1969/1970.
Il est aussi de l'épopée, toujours comme capitaine, en Coupe de France 1968/1969, qui voit le FC Gueugnon atteindre les 1/4 de finale, avec en point d'orgue l'exploit d'éliminer l'OGC Nice au stade du Ray malgré la défaite du match aller, en 1/8e.